# Fraiburgo
Fraiburgo é um município no oeste do estado de Santa Catarina, Região Sul do Brasil. Possui uma população de 33.481 habitantes, conforme contagem do IBGE no Censo 2022. Este número varia, durante o período de safra da maçã (de janeiro a abril), podendo aumentar em até dez mil devido aos trabalhadores temporários. Está situada a uma altitude de 1.048 metros acima do nível do mar, 
A cidade foi fortemente influenciada pelos imigrantes europeus, especialmente alemães e italianos, embora outras nacionalidades também tenham contribuído em outros aspectos como arquitetura, gastronomia, religião e economia. Esta diversidade cultural é uma característica marcante não apenas de Fraiburgo mas de outras cidades do sul do Brasil.
A cidade é famosa no Brasil por seus vastos pomares de maçã, os quais são favorecidos pelas temperaturas baixas durante o inverno. Dependendo da época do ano os turistas podem visitar empresas produtoras de maçã e ver todo o processo de produção, desde a colheita até a produção de derivados como sidra, sucos, aperitivos e outros.

## História

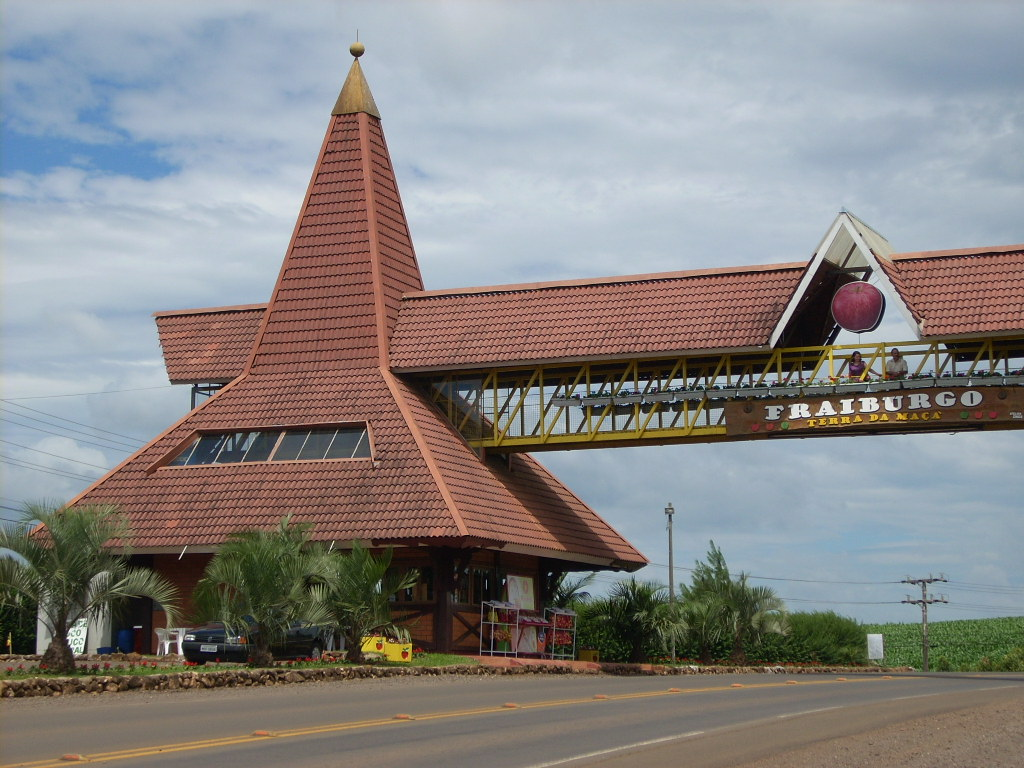
Portal da cidade

A região onde atualmente situa-se o município de Fraiburgo era originalmente coberta por florestas nativas repletas de araucárias, típicas das paisagens do sul do Brasil. Acredita-se que os povos indígenas que habitavam a região eram das tribos Kaigang e Xokleng.
O povoamento do planalto de Santa Catarina se tornou mais intenso com o fluxo de fugitivos remanescentes de vários conflitos como a Revolução Farroupilha (1835-1845), Guerra do Paraguai (1864-1870), e Revolução Federalista (1893-1895). Surgiram então grandes fazendas por posse de terras devolutas e compra de antigas posses. Duas destas fazendas foram importantes na criação do município de Fraiburgo: a Fazenda Butiá Verde a Fazenda Liberata. Como na época a divisa entre as fazendas Butiá Verde e Liberata não estava bem definida, gerando assim dúvidas sobre quem seria o verdadeiro proprietário do terreno, isto acabou gerando conflitos e a área entre as fazendas passou a ser conhecida como "Campo da Dúvida".
A família Frey, originária da Alsácia, chegou à região em 1919 atraída pelo ciclo de exploração da madeira e instalou ali uma serraria. A família abriu as primeiras ruas e construiu uma barragem que deu origem a um lago artificial, o Lago das Araucárias, um dos cartões postais da cidade. A região se desenvolveu rapidamente e se tornou distrito em 1949 e cidade em 1961, desmembrando-se de Videira e Curitibanos. Com a diminuição das matas devido à exploração da madeira, os colonizadores começaram a buscar alternativas econômicas.
Nesta busca de alternativas, começou-se a produzir mudas frutíferas europeias, fato que deu início à transformação da economia de Fraiburgo e a transformou na Terra da Maçã. A maçã foi a fruta que melhor se adaptou ao clima da região.
Livros sobre Fraiburgo
|    | LIVROS                                                                          | AUTOR                                     | ANO  |
| 1  | A Criação do Município de Fraiburgo                                             | João Marques Vieira                       | 2011 |
| 2  | Das Araucárias às Macieiras: Transformação da paisagem em Fraiburgo             | Jó Klanovicz e Eunice Sueli Nodari        | 2005 |
| 3  | Fraiburgo Berço da Maçã Brasileira 1ed                                          | Willy Frey                                | 1987 |
| 3  | Fraiburgo Berço da Maçã Brasileira 3ed                                          | Willy Frey                                | 2002 |
| 3  | Fraiburgo Berço da Maçã Brasileira 4ed                                          | Willy Frey                                | 2004 |
| 4  | Fraiburgo: Do Machado ao Computador                                             | Thomas Joseph Burke                       | 1994 |
| 5  | Fraiburgo. Marcos da História                                                   | Gerda Frey Ziolkowski                     | 2011 |
| 6  | Fraiburgo. Memórias de um Operário                                              | Nelson Ferreira Leite                     | 2007 |
| 7  | Glória dos Pinheiros                                                            | Gentila Porto Lopes                       | 1984 |
| 8  | Lá nos Frai                                                                     | Willy Frey                                | 2005 |
| 9  | Reflorestar é a solução                                                         | Willy Frey                                | 2003 |
| 10 | São José: Um pequeno gesto... Uma grande História...                            | Sérgio de Lorenzi                         | 2005 |
| 11 | Taquaruçu: A pérola do Contestado                                               | Sérgio de Lorenzi                         | 2003 |
| 12 | Trajetória de um Empreendedor.                                                  | Ary Nogueira da Silva                     | 2006 |
| 13 | Voz do Caboclo 1ed                                                              | Pedro Aleixo Felisbino e Eliane Felisbino | 2002 |
| 13 | Voz do Caboclo 2ed                                                              | Pedro Aleixo Felisbino e Eliane Felisbino | 2013 |
| 14 | Fraiburgo em poemas, contos e crônicas – Uma homenagem aos 50 anos de Fraiburgo | Claudio Reichardt                         | 2011 |
| 15 | Os índios Xokleng em Santa Catarina                                             | Ivan Carlos Serpa                         | 2015 |
| 16 | Fraiburgo 60 anos: uma homenagem                                                | Claudio Reichardt                         | 2021 |

História dos fundadores
1919. Fim da Grande Guerra que arrasou países europeus, como França e Alemanha. Nesta época atraídos pela existência de mão-de-obra, paz e segurança milhares de imigrantes chegavam ao Brasil. Em um dos navios estava um homem com características de um grande desbravador e pioneiro. Carlos Guilherme Frey e com ele brotavam dos olhos dos quatro filhos, René, Arnoldo, Joana e Agnes (conhecida por Inês), luzes de esperança de uma nova vida num país tão distante e de outra cultura.
Após dois meses de viagem o navio francês ancorava no porto brasileiro de Salvador em 12 de outubro de 1919. Naquele instante o professor Guilherme deixava para traz um passado na longínqua Alsácia, onde perdeu a mulher Josephine, vitima da gripe espanhola. Uma curiosidade – a cegonha ilustrada no Brasão de Fraiburgo simboliza a Alsacia. Naquela região, as cegonhas costumam fazer seus ninhos nas chaminés de telhados das casas, por isso é considerada ave de bom agouro.
Voltando a história da saga da família Frey.... De Salvador partiram para o Rio de Janeiro, depois Triunfo e Panambi no Rio Grande do Sul. No entanto, foi na cidade paranaense de Castro que a vida realmente recomeçou, quatro anos mais tarde em 1923. Foi em Castro que os Frey conheceram a família Damaski, chefiada por João e Rosina, pais de Maria e Lydia. Foi a convivência que resultou anos mais tarde no casamento de René com Maria em 1925 e de Arnoldo e Lydia em 1931.
Na mesma época, na década de 30, os irmãos Frey decidiram desbravar o território catarinense, tendo como ponto de parada a localidade de Perdizes, hoje município de Videira, onde comercialmente optaram pela criação de um matadouro e a conseqüente fabricação de derivados de carne. Depois veio o ramo madeireiro, a emancipação de Fraiburgo e por fim, a fruticultura.
Curiosidades sobre Fraiburgo
As primeiras fazendas surgiram por volta da metade do século XIX, depois da Revolução Farroupilha, Guerra do Paraguai e mais tarde da Revolução Federalista. Duas delas tiveram importante papel no surgimento de Fraiburgo, as fazendas Liberata e Butiá Verde. A expressão Campo da Dúvida surgiu por que os proprietários das fazendas Liberata e Butiá Verde não entravam em consenso sobre o ponto de divisa entre as duas. O nome Liberata é uma homenagem a uma índia velha chamada Liberata que vivia num toldo indígena às margens do Rio Mansinho. Já Butiá Verde foi batizada em homenagem as árvores conhecidas como butiazeiro. As primeiras famílias que habitavam a região do Campo da Dúvida teriam sido Naper ou Anaper, Fritz Burger, Aristides Ramos, Moreira, Ribeiro e Fray.
A família Frey é considerada pela História como a desbravadora de Fraiburgo, tanto é verdade que o nome Fraiburgo significa Vila dos Frey. Os irmãos René e Arnoldo foram peças fundamentais para o desenvolvimento. Historicamente o município teve como auge as décadas de 50 e 60, com a indústria extrativa da madeira, ainda propulsora da economia. Mas foi a fruticultura que tornou a cidade reconhecida nacional e internacionalmente. As primeiras mudas de macieira vieram da França, trazidas pelo engenheiro agrônomo Roger Biau. As variedades cultivadas mais conhecidas no mercado são Fuji, Gala, Gonden. O crescimento vertiginoso da fruticultura elevou Fraiburgo ao título de Capital Brasileira da Maçã, tendo mais tarde sido batizada como Terra da Maçã.
A Bandeira do Contestado é um dos símbolos de Fraiburgo. Mede 98,5 cm de altura por 44 de largura. O branco significa desejo de paz e de pureza da alma, o verde riqueza florestal. A cruz simboliza religiosidade e sofrimento. A bandeira do município é de autoria dos professores Rui Vital Batagelo e Francisco Costella, assessorados por Antônio Peixoto de Faria. As cores verde, branca e amarela, significam colheita, paz e riqueza. O brasão ao centro representa o Governo Municipal.
A letra e música do Hino de Fraiburgo foram compostas por Vera Vargas e Sebastião Lima. Tanto o hino, como a Bandeira e Brasão foram considerados como símbolos oficiais pela lei nº 303 de 5 de julho de 1977. A logomarca Terra da Maçã é outro símbolo garantido pela lei 1836 de 29 de junho de 2005.
Os irmãos Frey chegaram ao Brasil em 19 de outubro de 1919, vindos da Alsácia, região que pertenceu a Alemanha. No entanto, a vinda a região de Fraiburgo ocorreria apenas 11 anos mais tarde, em 1930. O município foi criado em 20 de dezembro de 1961, pela Lei n.º 797, a partir do desmembramento de Curitibanos e foi instituído oficialmente em 31 de dezembro do mesmo ano. No cenário atual Fraiburgo é considerado o maior produtor de maçãs do Brasil. O primeiro Hotel voltado ao turismo receptivo foi o Hotel Renar, fundado em 21 de junho de 1981 pela família Frey.
No feriado de 7 de setembro de 1937, René leva Maria para conhecer Campo da Dúvida. Saem a cavalo às 4 horas da manhã, atravessando caminhos difíceis chegam a Marechal Hindemburg, atualmente Dez de Novembro, conforme registrado no Caderno de Memórias, de Maria Frey.
(...) Seguimos viagem, passando pelo vizinho Sr. Ernesto Scholl, subindo agora numa ladeira, onde só mais tinha rastos dos pés de cavalos, onde o primeiro pisava, outros também eram obrigados a pisar, pelo chão liso devido à umidade do mato, onde os pinheiros altos e grossos se sobressaiam, com as suas copas lembrando um guarda-chuva dobrado pelo vento. Tornamos a descer e chegamos a uma tapera, tendo, como vestígio de uma antiga moradia, chorões de respeitável grossura, árvores de maçãs, de marmelos, um forno despencando coberto de roseiras trepadeiras (hoje os fundos do Hospital). Seguimos mais pouco, chegamos numa clareira onde o mato afastou-se (...) Sentamos na sombra, recostando, para fazer a nossa refeição, isto foi pão com salame e vinho (...) Pelo cansaço sobreveio uma sonolência. Ainda ouvi René dizer aqui vai ser a serraria, lá o pátio das toras pela inclinação facilita levar os troncos na serra, lá vai ter uma estrada com casas. (...)
Era inverno de 1938 quando começaram os trabalhos de construção da serraria dos Irmãos Frey. Para facilitar o transporte desde Perdizes até a serraria, a firma compra dois caminhões movidos a gasogênio, aparelho que ia preso ao veiculo, queimando lenha e produzindo gás combustível em substituição à gasolina, que praticamente desaparecera durante o período da Segunda Grande Guerra. Em 1958 os Irmãos Frey contavam com duas serrarias, fábrica de caixas, um grande moinho, cantina vinífera, fábrica de crina vegetal, fábrica de pasta mecânica, açougue com matadouro, olaria e granja de suínos.
Ainda em 1943, os Frey constroem uma barragem no Arroio Passo Novo, com a finalidade de fornecer água para funcionamento da caldeira e locomóvel da serraria e para poder combater os freqüentes incêndios, dando origem ao lago artificial (Lago das Araucárias). Os irmãos Frey instalam um açougue e um armazém geral para atender aos primeiros moradores; criam a primeira escola, onde leciona por vários anos o professor Antonio Karasiak; providenciam um salão para reuniões e bailinhos; instalaram em 1944 um gerador de eletricidade, que passa a fornecer energia para as casas dos empregados; contratam o técnico Alberto Wengrath para instalar uma olaria; em 1951 constroem a enorme chaminé para a caldeira com os tijolos ali mesmo produzidos.
A Primeira Casa de Alvenaria da cidade
Registros históricos apontam que a Casa da Família Arnoldo Frey começou a ser construída em 1948, ficando pronta dois anos mais tarde, em 1950, quando Fraiburgo ainda era denominada Butiá Verde. Mais de meio século atrás o município hoje conhecido como Terra da Maçã, não passava de um vilarejo, com poucas residências, buscando a verdadeira vocação econômica.
Naquela época a construção da primeira casa de alvenaria, não só de Fraiburgo como da região, atraía olhares curiosos de visitantes que vinham de localidades vizinhas para verificar de perto o andamento das obras. Visto as dificuldades, que tornavam quase impossível a obtenção de areia e cimento, a opção foi assentar os tijolos com argamassa de barro. Fato que nos dias de hoje torna o local mais atrativo aos visitantes.
A única moradora e filha de Arnoldo Frey ainda viva, Erica Frey Caldart lembra que os momentos vividos no local foram de alegria. Segundo relatos da própria Erica, a mãe, dona Lydia tinha o dom de deixar a casa acolhedora. As maiores lembranças datam dos domingos, das reuniões em família e da falta de energia elétrica durante todo o dia, já que por ser domingo não havia expediente na pequena usina geradora da energia que abastecia a cidade.
Com a morte de Arnoldo Frey em 20 de julho de 1980, Lydia Frey demonstrou preocupação em transformar o local que por 30 anos abrigou a família em um ponto de referência para a história cultural da cidade que o marido ajudou a desbravar. Foi assim, que Lydia manifestou aos filhos Egon e Erica o desejo de deixar a comunidade fraiburguense a antiga casa, próxima ao lago, cercada pela natureza, o que veio a ocorrer em 17 de outubro de 1988, quando Lydia, o filho Egon e a esposa Aldany, a filha Erica e o marido Rui, proprietários do imóvel na época, realizaram a doação ao município da casa com 295 metros quadrados e do terreno com 35 mil metros quadrados, com a condição expressa que o imóvel fosse utilizado para fins exclusivamente educacionais, culturais e de lazer. Menos de um mês depois, em 5 de novembro falecia Lydia Damaski Frey.
Cumprindo o ciclo natural das coisas começava em 1988 a história da Casa da Cultura Lydia Frey, que já abrigou em anos anteriores a Secretaria Municipal da Educação e Cultura, Biblioteca Pública Municipal e objetos pertencentes a família Frey. O local se transformou em mais um ponto turístico da cidade, recebendo por vários anos visitas de estudantes, turistas e curiosos.
Alguns ambientes conservam objetos e móveis da família Arnoldo Frey. A arquitetura foi originalmente preservada, guardando os verdadeiros traços da década de 50. Uma equipe de servidores faz a manutenção interna e externa da casa. Em um cômodo foi instalada uma espécie de secretaria, responsável pela preservação do patrimônio material, entre eles fotos, documentos, relatos, também disponíveis para aqueles que se interessam pela história local. Neste sentido, se espera resgatar o motivo pelo qual a Casa foi doada ao município, transformando o local em um ambiente para estudos, cultura e lazer.

## Economia
Inicialmente a economia de Fraiburgo estava baseada em serrarias. As densas florestas que cobriam a região consistiam principalmente de imbuia, cedro, canela, erva mate, e a exuberante araucária.  Estas florestas representam a paisagem típica do sul do Brasil apesar do desmatamento indiscriminado das últimas décadas. Uma reviravolta na economia ocorreu devido a escassez de madeira, a implementação de leis ambientais e a conscientização do povo. Como resultado, a agricultura se tornou a fonte predominante de riqueza juntamente com a produção de papel, celulose e móveis produzidos com madeiras de reflorestamento. Os projetos de reflorestamento introduziram o pinus elliottii na região.
O cultivo da maçã transformou a economia da região e atualmente Fraiburgo é responsável por 60% da produção de maçãs do estado de Santa Catarina. A cidade também é uma grande produtora de mel - são 15 mil colmeias, que polinizam mais de 7 milhões de macieiras.
História da maçã
As primeiras mudas de maçã foram trazidas para Fraiburgo em 1963, após terem sido arrancadas no fim do inverno europeu e transportadas para o Brasil. Não tendo câmara fria, as mudas foram enterradas na sombra do mato mais frio da região. sob a supervisão do engenheiro agrônomo Roger Biau. Foi somente 13 anos depois, em 1976 que a fruta passou a ser produzida em grande escala.
Ao longo dos anos e das experiências, as variedades de maçãs, que mais se adequaram as situações climáticas, são Gala, Fuji e híbridos destas espécies, melhoradas geneticamente. Segundo levantamento da Associação Brasileira de Produtores de Maçã – ABPM, Fraiburgo é responsável por pouco mais de 30% da produção da fruta no Estado de Santa Catarina e representa 16% da produção nacional. Fato este que intitulou a cidade de “Terra da Maçã”.
Curiosidade: Durante o período da colheita da maçã entre os meses de janeiro a abril Fraiburgo recebe um incremento populacional significativo. Em média 10 mil pessoas, oriundas principalmente dos três estados do sul do país, vem para cá em busca de trabalho.
CULTURA DA MAÇÃ:
Pomicultura: as macieiras só atingem a idade adulta no seu 3ª ano de vida. A macieira entra em estado de dormência durante o inverno e no mês de agosto é realizada a poda.
Florada da maçã: ocorre normalmente entre os meses de setembro e outubro, quando as macieiras florescem e a natureza nos dá um espetáculo à parte.
O raleio: ocorre entre os meses de novembro e dezembro, quando os frutos ainda estão do tamanho de azeitona, em grande quantidade. O homem intervém com raleios manuais para diminuir a carga dos galhos.
A colheita: normalmente acontece entre os meses de janeiro até o final de março quando os trabalhadores colhem os frutos com sacolas especiais e depositam nos bins (caixas para aproximadamente 400kg de maçã), que é transportada para a indústria.

## Geografia
O município de Fraiburgo possui um relevo suavemente ondulado, variando até fortemente ondulado. Os solos predominantes são o Cambissolo; a Terra Bruna Estruturada, intermediária para terra roxa estruturada distrofia; e o Latossolo Bruno, intermediário para Latossolo Roxo Álico.

### Clima
Fraiburgo está entre as cidades mais frias de Santa Catarina!
O clima é temperado e devido a sua altitude, o município apresenta baixas temperaturas durante a maior parte do ano. No inverno, as temperaturas vão de -5°C na relva e no verão marcam até 30°C. A temperatura mínima absoluta foi de −9 ºC em 16 de junho de 2008.[carece de fontes?]
No inverno, as temperaturas ficam abaixo de zero e as geadas são constantes neste período. A paisagem fica coberta de branco e o clima fica propício às festas de São João, ou, para aquecer-se nos aconchegos dos restaurantes e hoteis da cidade.

## Turismo
Fraiburgo é conhecida nacionalmente por ser uma cidade turística, somente no ano de 2016 foram 50 mil turistas recebidos no município. Possui belas paisagens naturais, suas temperaturas são típicas em cada estação do ano e dispõe de um atraente roteiro gastronômico e hoteleiro.
Sua principal atração é a colheita da maçã. Anualmente, turistas vem de todas as regiões do Brasil para sentir a experiência de colher a maçã diretamente do pé. O passeio da colheita conta com um city tour mostrando a história da cidade e termina no pomar de maçãs, falando sobre esta importante atividade para a cidade e provendo esta experiência ao turista. Os passeios ocorrem de dezembro a abril todos os anos.
Pontos turísticos: São diversos pontos turísticos. Entre eles:
- Barraquinha da Maçã: Ponto tradicional de comercialização de maçãs, produtos derivados e artesanatos. Foi inaugurada em 1978.
- Busto Rene Carlos Frey: Busto do pioneiro Rene Carlos Frey e menção a seu irmão Arnoldo Frey em homenagem de seu legado à cidade de Fraiburgo. Em anexo à Barraquinha da Maçã.
- Casa da Cultura Lydia Frey: A primeira casa construída em alvenaria na cidade, tendo os tijolos assentados em barro. A casa foi residência de Arnoldo Frey e família até a década de 80. Utilizada como Museu, possui acervo histórico da cidade e dos fundadores.
- Casa do Artesão: Atualmente a Associação dos Artesãos de Fraiburgo conta com um espaço destinado para a exposição de peças. Os turistas encontram  no local, diversas lembrancinhas que remetem a maçã. Em trabalho diversificado que exige dedicação, tempo e muita criatividade.
- Castelinho: Construído em estilo francês, das casas da Normandia foi inaugurado em 1966. O castelo foi a forma encontrada pelos irmãos Frey para que o engenheiro francês Roger Biau permanecesse em Fraiburgo e acompanhasse o comportamento das frutas em relação ao clima. A mulher de Roger, Evelyn, só deixaria a França e adotaria Fraiburgo se fosse edificada a casa de seus sonhos.
- Gruta Monge João Maria: Uma homenagem ao monge que exerceu grande influência entre os jagunços durante a Guerra do Contestado. Conta a lenda que João Maria acampava próximo a fontes e por esse motivo a água continha poderes milagrosos. O Monge parava neste local para realizar suas orações.
- Hotel Renar: Com sua arquitetura alpino-germânica encantadora, o Hotel Renar possui uma área de 150 mil m2 envolto por uma deslumbrante paisagem. É o lugar ideal para quem quer relaxar e manter o contato com a natureza, mas não abre mão de conforto e qualidade.
- Lago das Araucárias: Ponto de encontro da família e dos amigos, nele localiza-se o Circuito Saúde e Lazer, local apropriado para caminhadas. O lago foi criado em 1940 para abastecer a primeira serraria de Fraiburgo, dos fundadores do município, os irmãos René e Arnoldo Frey.
- Museu do Jagunço: Localizado na localidade do Taquaruçu é um dos redutos da Guerra do Contestado (1912-1916). Distante cerca de 25 km do centro da cidade conta com acervo de armas, utensílios, cartas, fotos que marcaram o período, bem como está cercado por um dos palcos da guerra.
- Parque Ecológico René Frey: Paraíso ecológico na área central de Fraiburgo, possui araucárias, imbúias centenárias, entre outras espécies nos 50 hectares de mata nativa preservada. Aberta para passeios para moradores e turistas, o local dispõe de trilhas ecológicas e paisagens inesquecíveis. Os serviços oferecidos contam com: cavalgada, passeio de aventura com o Kaigang (caminhão do exército adaptado), trilha a pé, picnic musical, meditação e trilha do medo.
- Portal Turístico: Construído em 1995, é um dos cartões-postais da cidade. No local é possível adquirir diversas variedades de maçã e seus derivados, artesanato local e outras frutas da estação.
- Praça da Chaminé: Situada na parte central da cidade é sede de vários eventos e comemorações locais. A Chaminé foi construída em 1939, pela empresa René Frey e Irmão. Hoje simboliza uma época em que a atividade madeireira era o auge da economia local e trouxe desenvolvimento econômico dos negócios do município.
- Praça Maria Frey: Inaugurada em 1994 leva o nome da esposa de René Frey, um dos fundadores da cidade. O destaque da estrutura é o termômetro em coluna de vidro, considerado um dos maiores da América Latina. Destacam-se também os entalhes em madeira feitos por artesãos locais.
- Santuário Diocesano Nossa Senhora de Fátima: Local para a meditação e orações, homenageia Nossa Senhora de Fátima com imagens que simbolizam o momento da sua aparição. Possuí 30.000 m² de área total, cercada por mata nativa. O Santuário possui Igreja, pavilhão para festividades e um caminho na mata retratando a Via Crúcis de Jesus Cristo.
- Fraiburgo também conta com projetos digitais de preservação cultural e turística, como o blog Lá no Frai, que reúne registros históricos, curiosidades, fotografias e entrevistas, com destaque para aspectos pouco conhecidos da cultura fraiburguense e do meio ambiente regional. - www.lanofrai.com.br”

### Comidas típicas
As comidas típicas mais conhecidas em Fraiburgo e região são a torta de maçã, michuim (cordeiro assado inteiro), maçã caramelizada e pinhão, entre outros pratos.
Receita Torta de Maçã - Torta Renar (Autora: Gerda Frey Ziolkowski)
Massa:
250 gramas de trigo
125 gramas de manteiga
2 gemas
4 colheres de açúcar
Forrar a forma fundo e laterais, assar e deixa esfriar.
Montagem:
1° Massa assada
2° Creme de baunilha ou creme confeiteiro bem batido com nata, ou usa só chantili.
3° Uma fatia fina de pão – de – ló assado,
4° Umedecer o pão – de – ló com a calda onde foi cozida a maçã,
5° Mais creme ou chantili,
6° Cobre com as maçãs fatiadas cozidas de uma maneira decorativa
7° Se gostar pode passar a camada de geleia de maçã para decorar,
Nata: Maçã cozida, 4 maçãs sem casca descaroçada fatiada na panela com uma xícara de açúcar, limão e canela em pau, deixar descansar um pouco para soltar o suco, cozinhar sem por mais  água + ou – 20 minutos. Desliga e deixa tampado até esfriar.
Receita Torta de Maçã (Autora: Celina Vigolo)
Ingredientes:
- 10 maçãs
- Açúcar e canela a gosto

Para a farofa:
- 2 xícaras de açúcar
- 1 xícara de trigo
- 1 colher de margarina
- 1 xícara de nozes moída
- Canela a gosto

Modo de preparo:
Cortar as maçãs em fatias e dispor numa forma redonda. Polvilhar as maçãs com canela e açúcar a gosto. Em seguida preparar uma farofa com o açúcar, a farinha de trigo, a margarina, nozes e canela. Leve ao forno por 25 minutos.
Curiosidade: esta receita foi a vencedora do Concurso Delícias de Maçã do Fantástico em 12/06/2005.
Michuim
É um prato árabe e foi introduzido na gastronomia fraiburguense através dos franceses que se estabeleceram no município. Michuim quer dizer assado, grelhado. O michuim deve ter como único acompanhamento o pão, umedecido com temperos e recheado com fatias de carne ficando parecido com um sanduíche.
Dicas de preparo: utilizar para temperar o cordeiro os seguintes temperos: salsa, cebolinha, manjerona, alho, louro, orégano, cominho em pó, sálvia, sal temperado, vinho branco, margarina e sal comum.
O cordeiro deve ser assado com os temperos por no mínimo 6 horas. E deve ainda ser regada com os temperos utilizado uma vassourinha de palha de milho.
Curiosidade: a Lei Municipal nº 1.788 de 01 de junho de 2004, instituiu o michuim como prato típico de Fraiburgo e símbolo do município.
Festas da cidade
O calendário de eventos de Fraiburgo é bem diversificado e atende a diversos públicos. Fazem do parte do calendário oficial do Município os seguintes eventos:
- Abertura da Colheita da Maçã (janeiro)
- Semana do Contestado (fevereiro)
- Festa do Trabalhador (maio)
- Festa Junina (junho)
- Semana da Pátria (setembro)
- Semana Farroupilha (setembro)
- Semana do Município e Natal no Lago (dezembro)

Acontecem com regularidade ainda outros eventos de abrangência estadual e nacional:
- Enfrute (julho)
- ExpoACIAF (maio)
- TransCatarina (julho)

## Cidades vizinhas
- Lebon Régis
- Curitibanos
- Frei Rogério
- Monte Carlo
- Tangará
- Videira
- Rio das Antas
- Caçador

## Organização Político-Administrativa
O Município de Fraiburgo possui uma estrutura político-administrativa composta pelo Poder Executivo, chefiado por um Prefeito eleito por sufrágio universal, o qual é auxiliado diretamente por secretários municipais nomeados por ele, e pelo Poder Legislativo, institucionalizado pela Câmara Municipal de Fraiburgo, órgão colegiado de representação dos munícipes que é composto por vereadores também eleitos por sufrágio universal.